# شافيت

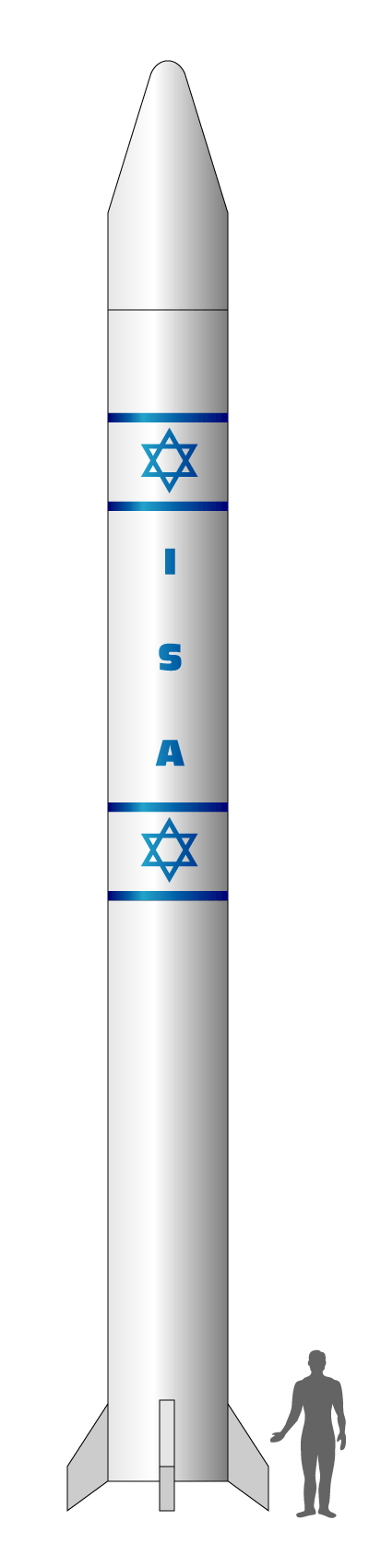

شافيت بالعبرية: שביט صاروخ حامل معد لإرسال مركبات للفضاء الخارجي ويتكون من 3 مراحل ويستعمل وقودا صلبا، وتعني كلمة شافيت مذنب المذنب أو النيزك أو RSA-3 مركبة اطلاق (صاروخ) للفضاء الخارجي من إنتاج إسرائيل وجنوب أفريقيا لإطلاق سواتل صغيرة إلى مدار أرضي منخفض. وقد أُطلق لأول مرة في 19 تشرين الأول 1988 (حاملاً القمر الاصطناعي أفق), جاعلاً إسرائيل ثامن دولة يصبح لديها القدرة على اطلاق مركبات إلى الفضاء.
صواريخ شفيت يتم اطلاقها من شاطئ البحر بالقرب من قاعدة بلماحيم الجوية من قبل وكالة الفضاء الإسرائيلية إلى مدار رجعي (يدور عكس دوران الأرض) فوق البحر المتوسط ليتفادى سقوط مخلفات الاحتراق على المناطق المأهولة وليتفادى التحليق فوق الدول المعادية لإسرائيل إلى الشرق منها; هذا أدى إلى تقليل الحمولة التي يستطيع حملها إلى المدار بالمقارنة بالإطلاق المتجه شرقاً.
صاروخ الإطلاق يتكون من ثلاثة مراحل يحملها محركات صاروخية تعمل بالوقود الصلب, مع مرحلة رابعة اختيارية تعمل بالوقود السائل, والصاروخ تنتجه شركة شركة صناعات الفضاء الإسرائيلية IAI. الصاروخ هو تطوير لصاروخ أريحا2 وهو صاروخ موجه متوسط المدى.

## معطيات تقنية
يتم تصنيع الصاروخ من قبل شركة شركة صناعات الفضاء الإسرائيلية يتكون صاروخ شافيت من 3 مراحل بالمواصفات التالية:
- المرحلة 1
  - الوزن عند الإطلاق: 10215 كيلوجرام
  - الوزن فارغا: 1100 كيلوجرام
  - مدة الاحتراق: 52 ثانية
  - القطر: 1.3 مترا
  - الطول: 6.3 مترا
- المرحلة 2
  - الوزن عند الإطلاق: 10971 كيلوجرام
  - الوزن فارغا: 1771 كيلوجرام
  - مدة الاحتراق: 52 ثانية
  - القطر: 1.3 مترا
  - الطول: 6.3 مترا
- المرحلة 3
  - الوزن عند الإطلاق: 2048 كلغ
  - الوزن فارغا: 170 كلغ
  - مدة الاحتراق: 94 ثانية
  - القطر: 1.3 مترا
  - الطول: 2.6 مترا

## نبذة تأريخية

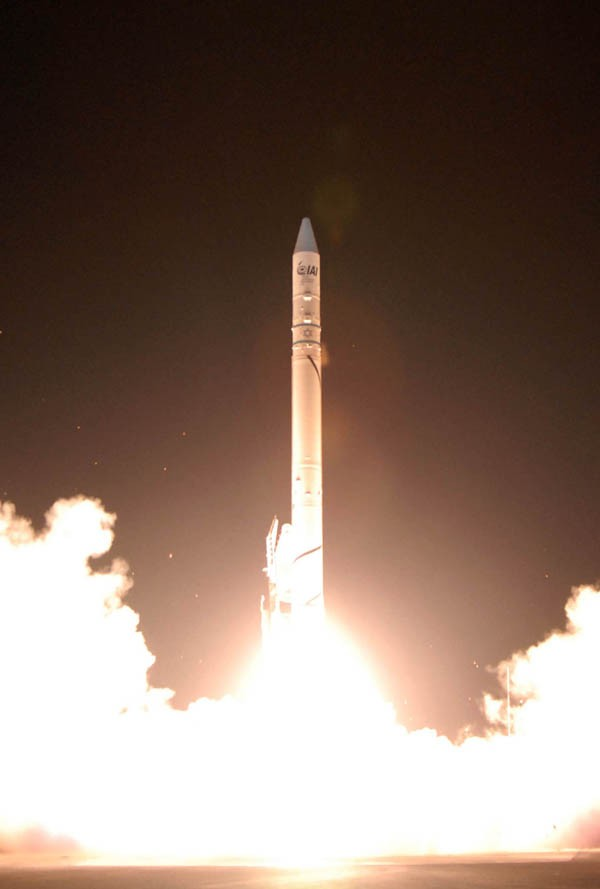
إطلاق صاروخ شافيت 2 في مطار بالماخيم الفضائي عام 2007

في 19 سبتمبر 1988 وفي 3 أبريل 1990 وقع إطلاق صواريخ شافيت بنجاح من قاعدة بلماخيم الجوية على عكس تجربة 15 سبتمبر 1994.
نظرا لحساسيات سياسية يتم إطلاق الصواريخ في إتجاه الغرب مما جعل الأقمار الصناعية أفق الإسرائيلية واحدة من الأقمار الصناعية القليلة التي تدور حول الأرض من الشرق إلى الغرب وليس مثل باق الأقمار الصناعية في مدار يكاد يكون قطبي.
في 28 مايو 2002 أطلق القمر الاصطناعي أفق 5 با ستعمال صاروخ شافيت .

## جدول زمني لتطويرات شافيت
| العدد. | التاريخ (UTC)  | النوع    | مكان الإطلاق | الحمولة    | نوع الحمولة | وزن الحمولة الإجمالي | المدار          | نجاح الإطلاق                            |
| ------ | -------------- | -------- | ------------ | ---------- | ----------- | -------------------- | --------------- | --------------------------------------- |
| 1      | 19 سبتمبر 1988 | Shavit   | بالماخيم     | أفق        | قمر تجريبي  | 156 kg               | مدار أرضي منخفض | نجحت                                    |
| 2      | 3 أبريل 1990   | Shavit   | بالماخيم     | أفق        | قمر تجريبي  | 156 kg               | مدار أرضي منخفض | نجحت                                    |
| 3      | 15 سبتمبر 1994 | Shavit   | بالماخيم     | أفق?       | قمر تجسس    | 189 kg               | مدار أرضي منخفض | غير ناجحة                               |
| 4      | 5 أبريل 1995   | Shavit-1 | بالماخيم     | أفق        | قمر تجسس    | 225 kg               | مدار أرضي منخفض | نجحت                                    |
| 5      | 23 يناير 1998  | Shavit-1 | بالماخيم     | EROS-A أفق | قمر تجسس    | 250 kg               | مدار أرضي منخفض | غير ناجحة                               |
| 6      | 28 مايو 2002   | Shavit-1 | بالماخيم     | أفق        | قمر تجسس    | 300 kg               | مدار أرضي منخفض | نجحت                                    |
| 7      | 6 سبتمبر 2004  | Shavit-1 | بالماخيم     | أفق        | قمر تجسس    | ?                    | مدار أرضي منخفض | غير ناجحة الجزء 2 و 3 لم يتمكن من فصلهم |

- LEO : مدار أرضي منخفض ، أي يدور في مدار حول الأرض على ارتفاع بين 160 - 1600 كيلومتر .

2007
شافين
ناجحه
قمر تجسس 300 كغم

## وصلات خارجية
http://www.astronautix.com/lvs/shavit.htm

## اقرأ أيضا
- أيتان (طائرة)
- أفق (قمر صناعي)
- إم كيو-1 بريداتور
- إم كيو-9 ريبر
- بانثر (طائرة)
- هيرون ، طائرة إسرائيلية
- هاروب (طائرة)
- طائرة دون طيار
- ليزر تكتيكي عالي الطاقة